# Лимберг, Александр Карлович
Александр Карлович Лимберг (14 [26] ноября 1856, Иева, Эстляндская губерния — 16 февраля [1 марта] 1906, Юкки, Санкт-Петербургская губерния) — первый российский профессор стоматологии. Основоположник детской стоматологии в России.

## Биография
Родился 14 (26) ноября 1856 года в окрестностях местечка Иева Везенбергского уезда Эстляндской губернии в семье фермера.
До 11 лет получил лишь начальное образование в семье вместе с сестрой, которая была старше его на год. В августе 1868 года поступил в Нарвское четырёхклассное уездное училище, окончил его весной 1872 года с высшей наградой. Осенью того же года приехал в Санкт-Петербург для поступления в Морское инженерное училище, но не прошёл по конкурсу. После этого жил в семье своего дяди по отцу, стоматолога Самуила Фёдоровича Лимбека, занимался с репетиторами и в мае 1874 года выдержал экзамен на аттестат реального училища. Осенью того же года поступил вольнослушателем на филологический факультет Санкт-Петербургского университета, весной 1875 года получил аттестат зрелости.
Осенью 1875 года поступил на естественное отделение физико-математического факультета Санкт-Петербургского университета. Одновременно под руководством дяди начал обучаться стоматологии, летом 1876 года замещал его на практике на время поездки дяди в Америку. Осенью 1877 года перевёлся на второй курс Петербургской медико-хирургической академии. В 1879 году, на IV курсе академии, сдал экзамен на звание дантиста и открыл собственную практику. Окончил обучение в академии в 1881 году и начал подготовку к экзамену на звание доктора медицины, который прошёл с отличием весной 1882 года.
С 1882 года читал курс лекций и проводил практические занятия в первой русской зубоврачебной школе Ф. И. Важинского. Основал «Санкт-Петербургское общество дантистов и врачей, занимающихся зубоврачеванием», открытое 21 ноября (3 декабря) 1883 года. С 1886 года проводил систематические осмотры полости рта и лечение зубов у детей в школах Императорского человеколюбивого общества.
В мае 1891 года защитил диссертацию на степень доктора медицины «Современная профилактика и терапия костоеды зубов», которая считается первым самостоятельным научным трудом по стоматологии на русском языке. В январе 1899 назначен почётным профессором Императорского клинического института Великой княгини Елены Павловны.
С осени 1900 года заведовал первой в России кафедрой зубных болезней при Петербургском женском медицинском институте, однако через несколько месяцев был вынужден оставить эту должность из-за обострения туберкулёза лёгких. В 1902 году вышел в отставку в чине статского советника.
Умер 16 февраля (1 марта) 1906 года в деревне Юкки под Петербургом, отпевание прошло в лютеранской церкви на Васильевском острове 19 февраля (4 марта) 1906 года. 

## Семья
Женился осенью 1892 года на Елизавете Альфредовне Друкер. Двое детей:
- Сын — Александр Александрович Лимберг (1894—1974), челюстно-лицевой хирург.
- Дочь — Эльза[Комм. 3] (ок. 1896 — ?)[6].

### Комментарии
1. ↑  В некоторых источниках Уеве[2] или Теве[3], вероятно имеется в виду Іеве Аллентакенского дистрикта Везенбергского уезда.
2. ↑  Н. П. Аржанов указывает, что кафедра в Императорском клиническом институте была предоставлена Лимбергу раньше, в январе 1899 года. Но это была, по выражению жены Лимберга, «почетная кафедра без штатов, без средств, без инвентаря, почти без помещения»[2].
3. ↑  Вероятно, домашняя форма имени. Полное имя может быть иным.

### Отсылки к источникам
1. 1 2  БМЭ-3, 1980.
2. 1 2 3  Аржанов, 2004.
3. 1 2  БСЭ-3, 1973.
4. 1 2 3  Автобиография, 2000, с. 10.
5. 1 2  Автобиография, 2000, с. 11.
6. 1 2 3 4  Автобиография, 2000, с. 12.
7. 1 2 3  Автобиография, 2000, с. 13.
8. ↑  Некролог, 1906, с. 225, 226.

### Дополнительные
- Лимберг Александр Карлович. Знаменитые врачи. Кафедра истории медицины Московского государственного медико-стоматологического университета им. А. И. Евдокимова. Дата обращения: 19 июня 2023.[неавторитетный источник]
- Палкин И. И. А. К. Лимберг (К 100-летию со дня рождения и 50-летию со дня смерти). // «Стоматология». — 1957. — № 1. — С. 75—76.